# Zrinka Šimić-Kanaet
Zrinka Šimić-Kanaet, hrvaška arheologinja, * 21. maj 1956, Sarajevo, SFRJ (zdaj Bosna in Hercegovina).

## Življenjepis
Rodila se je v Sarajevu leta 1956. Osnovno šolo in klasično gimnazijo je končala v Zagrebu. Leta 1980 je diplomirala iz arheologije ter italijanskega jezika in literature na Filozofski fakulteti Univerze v Zagrebu. Na podiplomskem študiju arheologije v Zagrebu je magistrirala leta 1990 z delom  »Komparativna analiza tehnologije protohistorijske i ranorimske keramike na području sjeverne Hrvatske«. Doktorirala je leta 2009 z disertacijo »Klasifikacija, kronologija i porijeklo rimske keramike iz Tilurija u rimskoj provinciji Dalmaciji« pod mentorstvom prof. Mirjane Sanader.
Od leta 1984 do 2005 je bila glavna knjižničarka Oddelka za arheologijo Filozofske fakultete v Zagrebu. Leta 2005 je postal pomočnik, leta 2014 pa strokovni sodelavec na Oddelku za arheologijo. Organizirala je dve znanstveni konferenci z mednarodno udeležbo (2007 in 2011). Poučuje na dodiplomski in podiplomski stopnji Oddelka za arheologijo. Bila je gostujoča predavateljica na Univerzi v Sarajevu. Je članica Hrvaškega arheološkega društva in Mednarodnega lihnološkega združenja. Sodelovala je pri arheoloških izkopavanjih Siscie (Sisak), Cibalae (Vinkovci), Murse (Osijek), Vučedola, Kaniške Ive, Krka, Bribirja in Tilurija (Gardun).